# کوکر اسپانیل
کوکر اسپانیل (به انگلیسی: Cocker Spaniel)، نام یکی از نژادهای سگ است که خاستگاه آن به بریتانیا بازمی‌گردد.      قد جنس نر کوکر اسپانیل ۱۴٫۵–۱۵٫۵ اینچ (۳۷–۳۹ سانتیمتر) است و قد جنس مادهٔ آن ۱۳٫۵–۱۴٫۵ اینچ (۳۴–۳۷ سانتیمتر).